# Csaba Spandler
Csaba Spandler (Mór, 7 marzo 1996) è un calciatore ungherese, difensore del Fehérvár.

## Caratteristiche tecniche
È un difensore centrale.

## Carriera

### Club
Cresciuto nelle giovanili della Puskás Akadémia, ha esordito in prima squadra il 4 settembre 2013 in occasione del match di Magyar labdarúgó-ligakupa pareggiato 2-2 contro il Cegléd.

### Nazionale
Ha giocato nelle nazionali giovanili ungheresi Under-17, Under-18, Under-19, Under-20 ed Under-21.

## Palmarès

### Club

#### Competizioni nazionali
- Nemzeti Bajnokság II: 1

Puskas Akademia: 2016-2017